# 斯托爾喬韋
48°3′0″N 35°50′43″E / 48.05000°N 35.84528°E
斯托爾喬韋（羅馬化：Storchove）是位於烏克蘭東南部的村莊，由扎波羅熱州扎波羅熱区的新米科拉伊夫卡市鎮負責管轄。該村距離伊萬尼夫斯凱1公里，始建於1922年，面積3.2平方公里，海拔高度141米，2001年人口268。